# Letiště Kbely
Letiště Kbely je vojenské letiště umístěné v severovýchodní části Prahy na jihu Kbel, které částečně zasahuje i na území Hloubětína a Vysočan. V současné době je na něm umístěna 24. základna dopravního letectva, pod kterou spadala i letka ministerstva obrany, která zabezpečuje přepravu ústavních činitelů. Letiště Kbely se nachází jižně od nedalekého letiště Letňany, známého mj. výskytem syslů.

## Historie

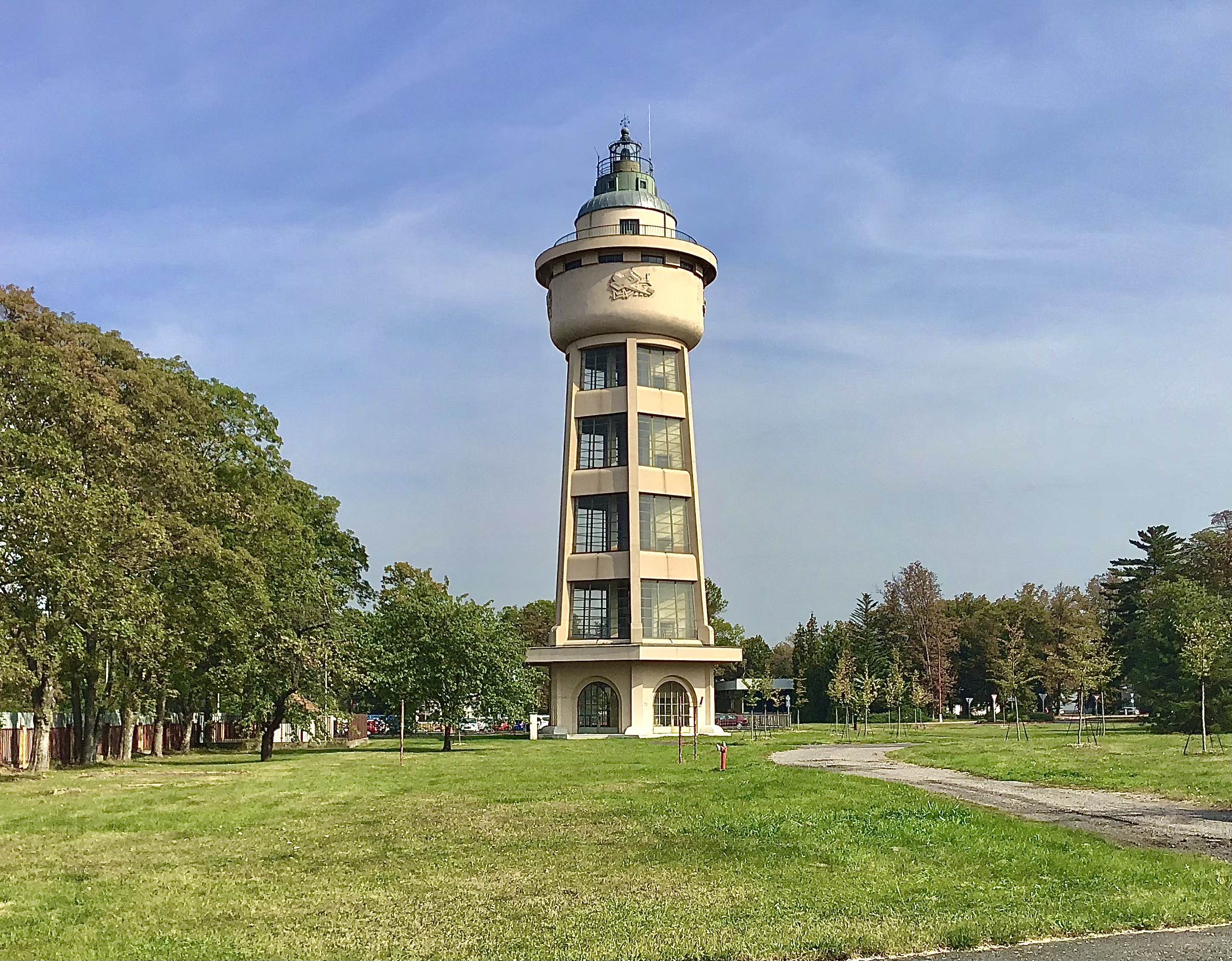
Vodárenská a majáková věž v areálu letiště

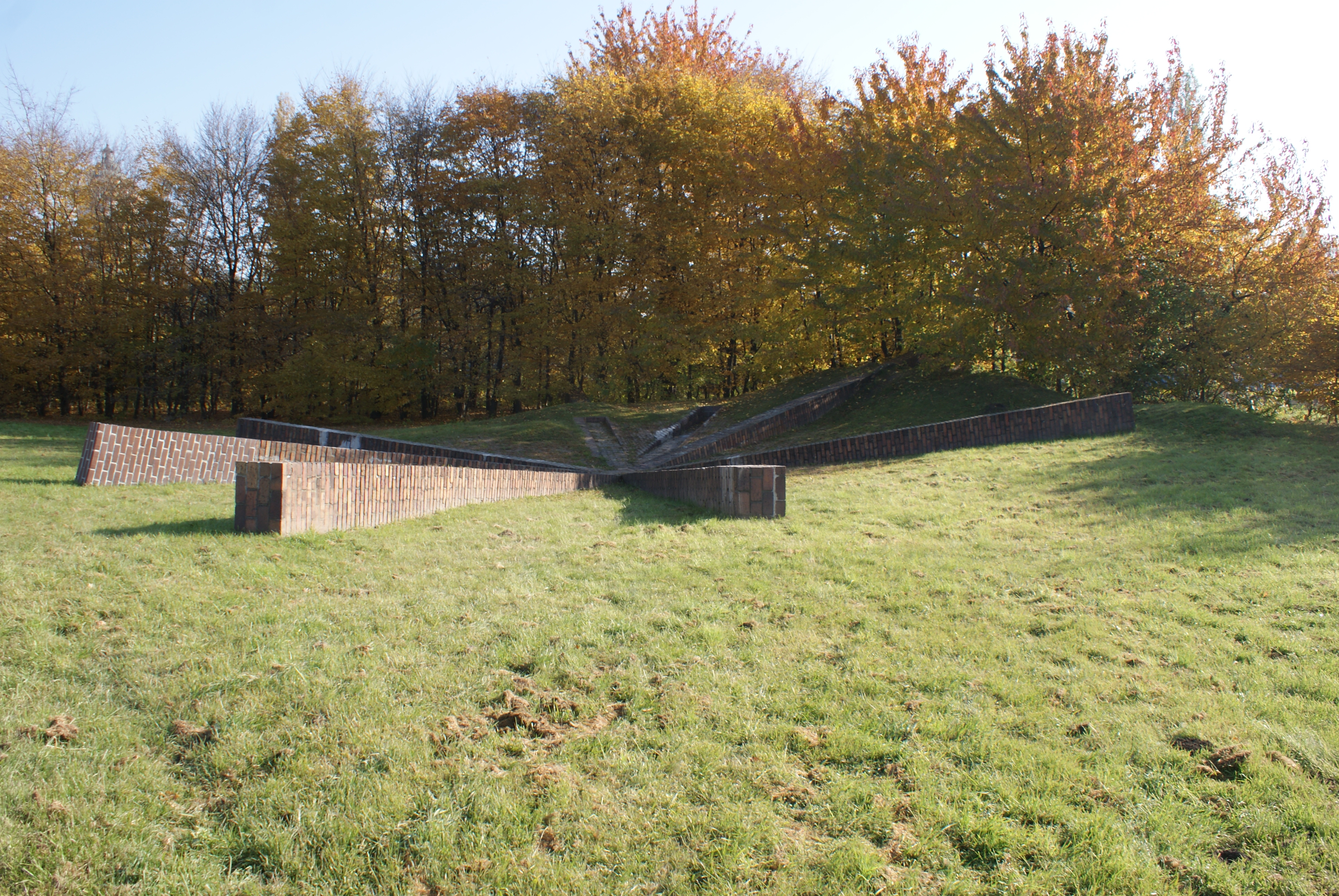
Místo, kde stál stan Radia Praha

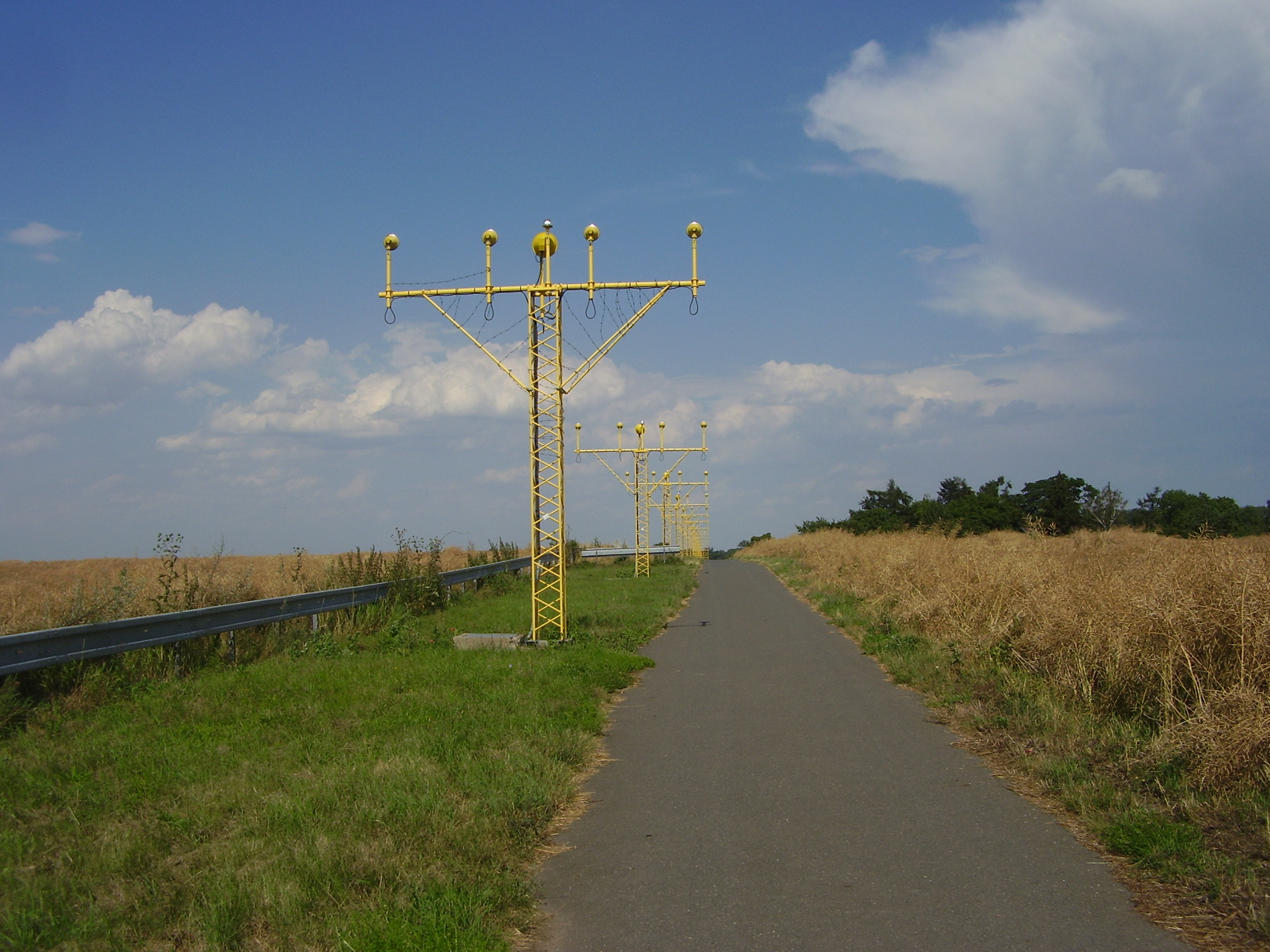
Přibližovací světelná soustava letiště

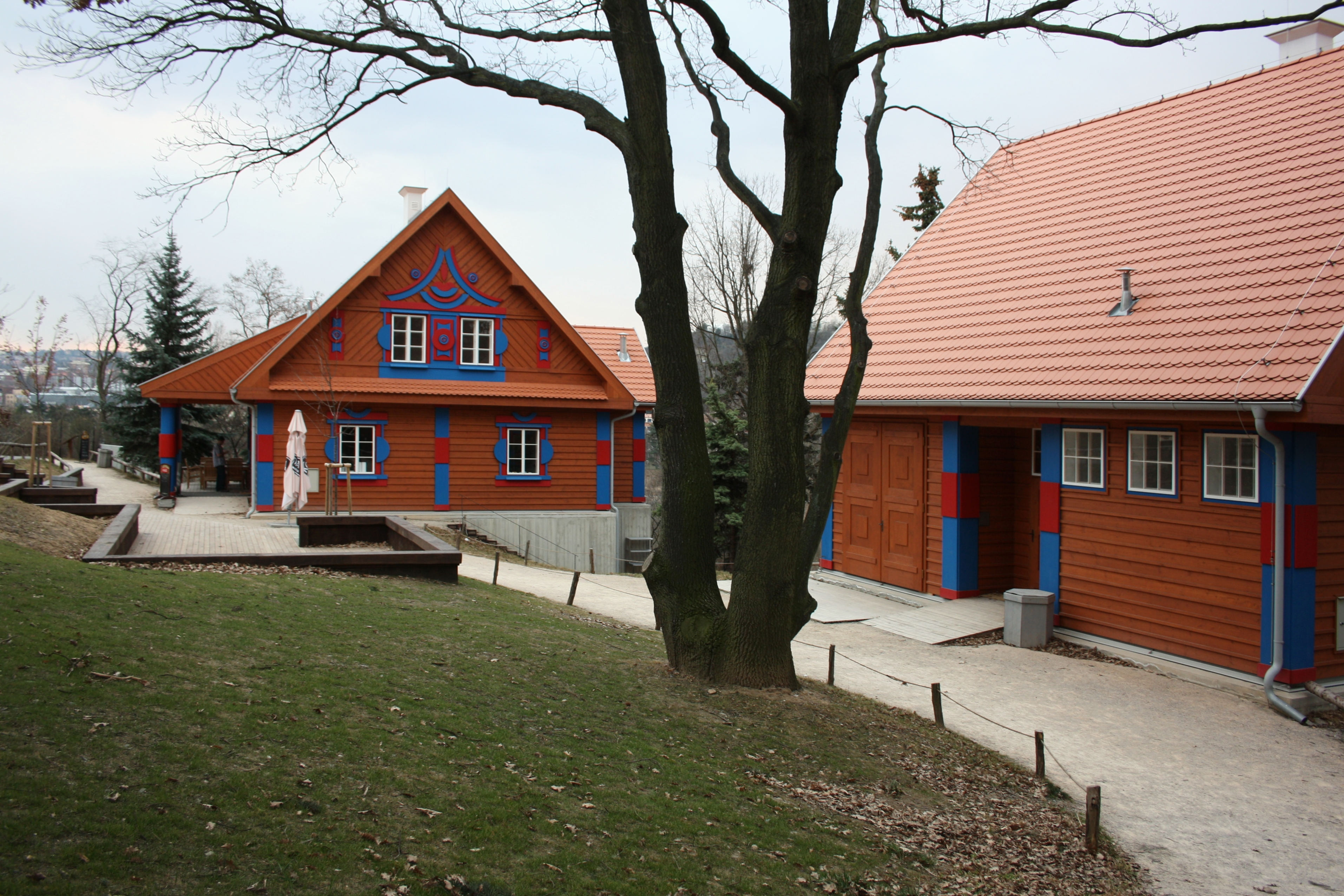
Gočárovy domky v Zoo Praha

Planina mezi obcemi Kbely, Letňany a okrajem Vysočan byla jako vhodná pro výstavbu letiště vybrána v listopadu roku 1918. Bylo zde vybudováno několik budov a plátěných hangárů a už v prosinci 1918 z letiště vzlétly první letouny. Bylo to první plnohodnotné letiště založené po první světové válce na českém území. Před ním existovalo ještě letiště v Chebu, které bylo založeno za rakousko-uherské monarchie a prozatímní letiště na poli nedaleko Strašnic. Od roku 1920 zde byl zaveden také civilní dopravní provoz. Civilním ředitelem letiště byl jmenován Ing. Bedřich Trnka. Letiště se pak postupně stalo centrem rozvoje československého letectví, jímž bylo až do roku 1937, kdy bylo otevřeno letiště v Praze-Ruzyni.
- V dubnu 1920 byl na letišti ve Kbelích zřízen poštovní úřad, který zajišťoval leteckou přepravu pošty sjednanými leteckými spoji.[2]
- Letiště ve Kbelích od roku 1921 do roku 1931 pravidelně navštěvoval prezident Tomáš Garrigue Masaryk.

- V roce 1927 byla vybudována vodárenská věž, která sloužila i jako letecký maják.
- V roce 1929 se zde usídlil 6. bombardovací pluk.
- V roce 1933 se uskutečnil první velký armádní letecký den, kde se – poprvé v Československu – objevili skupinoví letečtí akrobaté. Dalšího leteckého dne v roce 1936 se zúčastnilo 200 letadel a zhlédlo ho více než čtvrt milionu diváků.
- Koncem třicátých let se letiště i s letci připravovalo na okupaci.[zdroj?] Na začátku války bylo letiště mezi prvními obsazenými objekty v Čechách.[zdroj?] Letadla padla do německých rukou a letci se ubírali do zahraničí, k odboji.[zdroj?] Letiště bylo nacisty přeměněno na dílny a na dopravní letiště, ale koncem války bylo jen v rukou luftwaffe.[zdroj?]
- Američané (15th Air Force USAAF) podnikali na Kbely nálety. Největší proběhl 25. března 1945.
- Po skončení války se sem vraceli českoslovenští bojovníci ze SSSR (např.František Fajtl) a z Británie.[zdroj?]
- Po válce a rekonstrukci se přeměnilo na vojenské dopravní letiště.[zdroj?]

### Rozhlasový vysílač
Historie letiště Kbely je kromě letectvím spojena také s vysíláním Radia Praha. První trvalé přenosy Radia Praha začaly vysíláním ze stanu na letišti Kbely 18. května 1923 ve 20:15. Tím se stalo Radio Praha druhou civilní vysílačkou v Evropě po BBC (British Broadcasting Company, předchůdkyní nynější BBC) s pravidelným rozhlasovým vysíláním.

### Gočárovy domky
Takzvané Gočárovy domky byly postaveny architektem Josefem Gočárem ve 20. letech 20. století v národním stylu. Původně byly tři a sloužily jako restaurace, technická a administrativní budova. Od roku 1958 jsou zapsány v seznamu kulturních památek. V 70. letech 20. století byly dva dochované domky přeneseny do areálu Zoo Praha v Troji. V srpnu 2002 zoo zatopila povodeň, roku 2011 byly domky přesunuty v prostoru zoo opraveny a zprovozněny.

### 1994–současnost
Od července 1994 bylo letiště Praha–Kbely sídlem 6. základny dopravního letectva. Při letišti fungují ještě Vojenský technický ústav letectva a protivzdušné obrany (od roku 1922) a Letecké muzeum Kbely (1968). K 1. červenci 2003 byla základna přejmenována na 24. základnu dopravního letectva T.G. Masaryka.

Panorama Letiště Kbely